# 山尺駅
山尺駅（サンチョクえき）は大韓民国忠清北道忠州市にかつて存在した、大韓民国鉄道庁の駅である。

## 歴史
- 1959年1月1日：開業
- 1980年10月14日：廃止